# Corps Borussia Breslau zu Köln und Aachen
Das Corps Borussia Breslau zu Köln und Aachen ist eine Personenvereinigung von Akademikern auf Lebenszeit. Die Mitglieder bezeichnen sich untereinander als Corpsbrüder. Unter Corpsstudenten werden sie Breslauer Preußen oder auch „Autopreußen“ genannt.

## Bund
Das Corps Borussia Breslau zu Köln und Aachen besteht aus der gleichnamigen Studentenverbindung, in der die studierenden Corpsbrüder als Aktivitas der Aktiven und Inaktiven organisiert sind, und aus den nicht mehr studierenden Alumni, den sogenannten Alten Herren. Borussia Breslau gehört dem Kösener Senioren-Convents-Verband (KSCV) an mit seinen für die Kösener Corps verbindlichen Statuten des Kösener SC-Verbandes, den so genannten Kösener Statuten – beginnend 1848 und immer wieder den gesellschaftlichen und studentischen Zeitströmungen angepasst. Die Kösener Statuten schließen ein Allgemeinpolitisches Mandat aus, verbindlich für jedes Corps mit seiner Aktivitas und seinen Alten Herren. Borussia Breslau gehört dem Grünen Kreis der Kösener Corps an.
Das Corps Borussia Breslau ist pflichtschlagend. Die Mensur besteht aus Fechtgang und Mensurkritik. Das Corps hat etwa 200 Mitglieder, davon etwa 40 Studenten (vor allem in Aachen) und etwa 160 Alumni im In- und Ausland. Borussia Breslau war und ist ein Corps vorrangig von Selbstständigen sowie Eigentümern und Mitarbeitern mittelständischer Unternehmen. Die Corpsgemeinschaft unterstützt ihre Jugend, damit diese den Übergang in die Berufswelt relativ konfliktfrei leisten kann.
Borussia Breslau wurde am 23. November 1819 in Breslau gestiftet und bestand dort als Studentenverbindung bis 1935 an der Schlesischen Friedrich-Wilhelms-Universität zu Breslau und an der Königlichen Technischen Hochschule Breslau, ab 1918 Technischen Hochschule.
Seit 1951 ist das Corps an der Universität zu Köln und der Rheinisch-Westfälischen Technischen Hochschule Aachen akkreditiert. Obwohl das Corps seinen Corpsbetrieb seit 2004 allein auf Aachen konzentriert, firmiert es weiterhin unter Borussia Breslau zu Köln und Aachen. Es gehört bis heute dem SC zu Köln  und dem dortigen Mensuren-Senioren-Convent MSC an. Zusätzlich ist es in Bonn dem Consenioren-Convent CSC für Mensuren des Kösener SC zu Bonn beigeordnet. Geistig-sittlich führt sich Borussia Breslau auf das Schlesische Studentenkränzchen an der Brandenburgischen Universität Frankfurt zurück, das am 12. April 1787 gegründet die älteste bekannte Vorläuferverbindung des Corps Borussia Breslau ist. Bis zum Ende der 1880er Jahre haben sich in den akademischen Verbindungen, so auch in den Corps, Grundstrukturen des Zusammenseins von Jugend und Alter herausgebildet, die seitdem unverändert bestehen, wenngleich mit zeitbedingten Verschiebungen der Wichtigkeit der Generationen. Von 1819 bis 2014 zählt Borussia Breslau etwa 1.200 Corpsbrüder.

### Couleur
Borussia Breslau ist farbentragend. Das Couleur der Verbindung ist Schwarz-blassrot-weiß auf Silberperkussion. Schwarz und Weiß sind die Landesfarben Preußens, Rot ist die Farbe der Schärpe des Schlesischen Kränzchens in Frankfurt (Oder). Die Couleur wird im Corpsband, in der Corpsmütze und im Corpstönnchen getragen. Die Neumitglieder, Füchse genannt, tragen ein schwarz-weiß-schwarzes Band mit Silberperkussion.

### Wappen

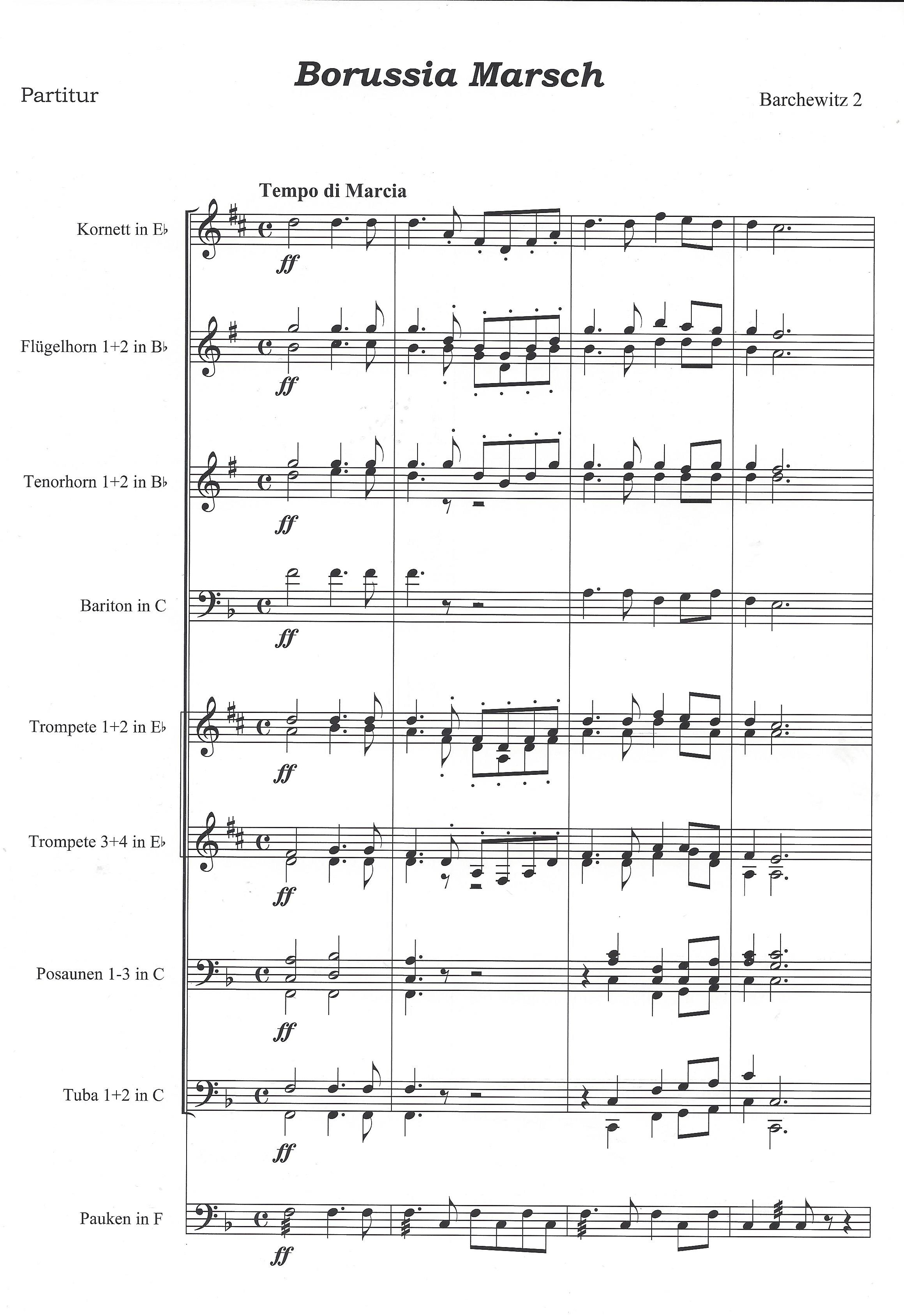
Borussia-Marsch, 1904

Die Entwicklung des Wappens der Borussia Breslau ist unter Weblinks im anliegenden Album zu sehen.
Das Wappen von 1819 macht die Prägung des Corps durch den Deutschen Idealismus deutlich.

Borussia Breslau hat zwei Wappensprüche. Einer lautet: Unsern Bund trennt nur der Tod, ein schon bei den Studentenorden Ende des 18. Jahrhunderts übliches Treuegelöbnis, das auch beim Schlesischen Kränzchen in Frankfurt an der Oder vorkommt. Der zweite Wappenspruch lautet: Vivant omnes fideles fratres intimo fordere iuncti.

### Wahlspruch
Der Wahlspruch der Borussia Breslau lautet Virtuti semper corona! Er ist schon beim Schlesischen Kränzchen in Frankfurt an der Oder um die Wende des 18. zum 19. Jahrhundert üblich und führt sich zurück auf die 7. Zeile der 8. Strophe von Friedrich Schillers Ode An die Freude.

### Zirkel
Der Zirkel der Borussia Breslau, seit 1860 in seiner heutigen Form, zeigt das B für Borussia, eingebunden in die Buchstaben v für vivat, c für crescat und f für floreat.

### Marsch
Der Marsch der Borussia wurde 1904 anlässlich des 85. Stiftungsfestes der Borussia zu Breslau komponiert vom damals 26-jährigen Breslauer Preußen Fritz Barchewitz (1878–1945), Pianist und Kapellmeister.

## Mitgliedschaft

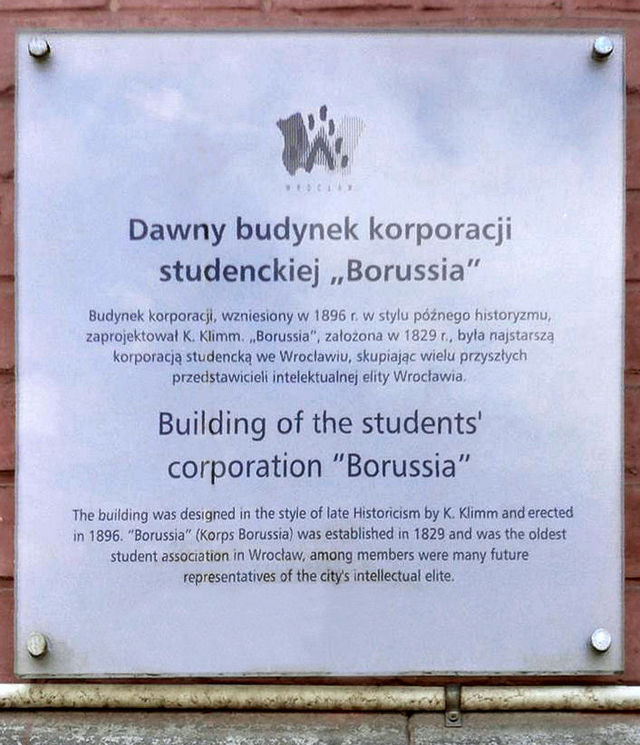
Erinnerungstafel der Stadt Wrocław am ehemaligen Corpshaus in Breslau (Schreibfehler: 1819 statt 1829)

Zweck und Idee des Corps Borussia Breslau sind in seiner Constitution wie folgt festgehalten:

„Als Lebensgemeinschaft will das Corps Borussia Breslau seine Mitglieder in gegenseitiger Achtung und Vertrauen zu aufrichtiger und dauernder Freundschaft verbinden und sie – ohne ihre politische, religiöse und wissenschaftliche Haltung zu beeinflussen – zu ehrenhaften, charakterfesten und tatkräftigen Persönlichkeiten heranbilden. Jeder Corpsbruder soll sich, aufgeschlossen gegenüber allen Werten der Kultur, durch Herzensbildung wie durch Können, durch Individualität wie durch Zivilcourage auszeichnen. Das Corps soll seine Mitglieder so prägen, dass sie sich vorbildlich für die menschliche Gemeinschaft einsetzen.“

Die jungen Studenten, die Aktiven, gestalten das laufende Semester. Die älteren Studenten, die Inaktiven, dienen den Aktiven als Ratgeber. Das Fechten der Bestimmungsmensuren erfolgte bis 1935 in Breslau mit Glockenschläger und geschieht ab 1951 in Köln mit Korbschläger. Die Corpsbrüder sind in Freundschaft auf Lebenszeit verbunden, nach dem Studium als Alte Herren. Jeder männliche Student an einer Hochschule, die akademische Grade verleiht oder Offiziere ausbildet, kann Mitglied bei Borussia Breslau werden, wenn er bereit ist, die Konstitution des Corps Borussia Breslau zu Köln und Aachen zu respektieren. Über seine Aufnahme entscheiden die Corpsburschen nach Rücksprache mit dem Corpspräsidium.

## Geschichte

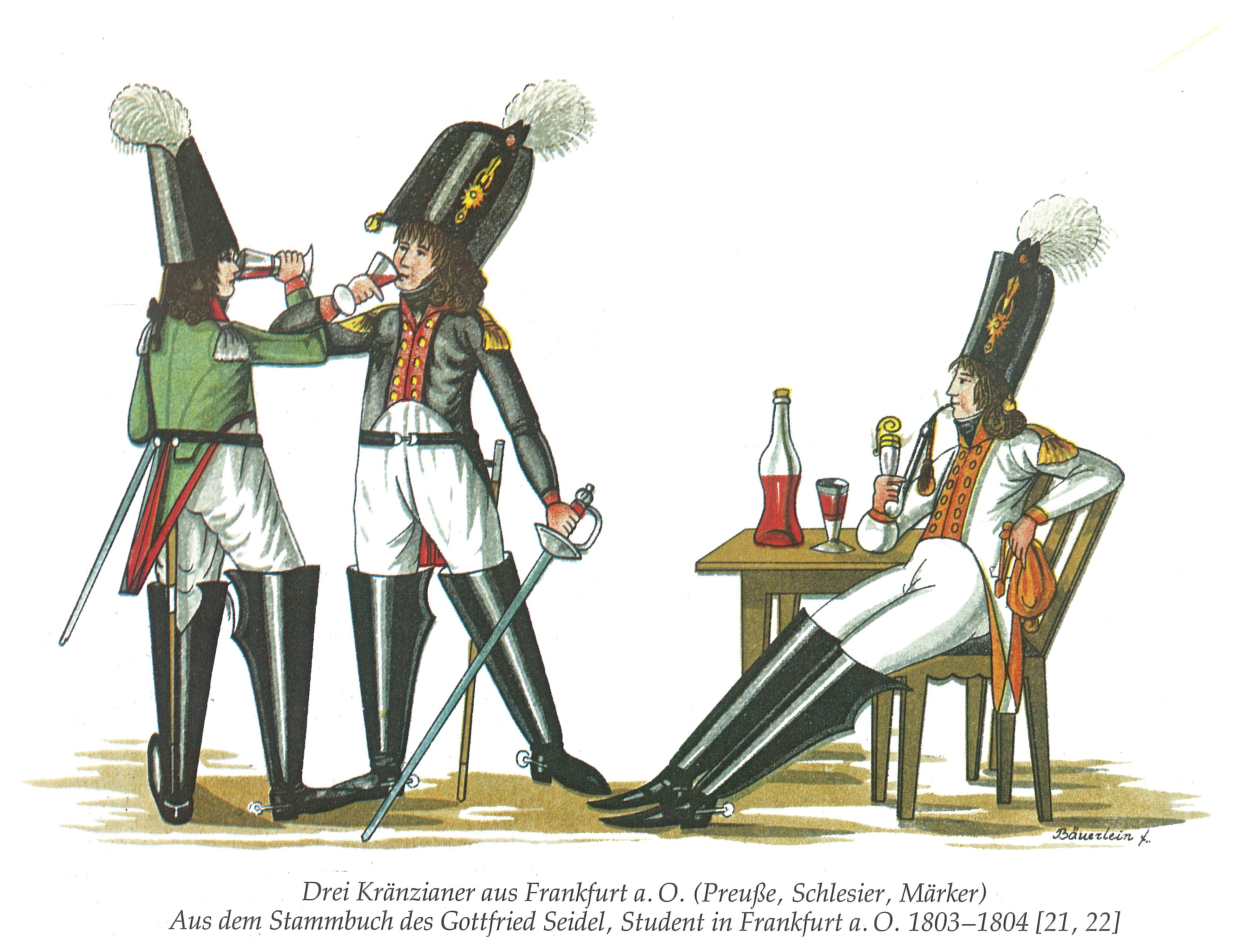
Kränzianer in Frankfurt, in der Mitte der Schlesische Kränzianer, ein „Vorfahre“ der Corps Borussia Breslau und Silesia Breslau (1803/04)

### 1786–1819
Die älteste bekannte Vorläuferverbindung der Borussia Breslau ist das Studentenkränzchen an der Alma Mater Viadrina zu Frankfurt (Oder). Geprägt durch den Deutschen Idealismus, wurde dieses Urkränzchen am 3. Juli 1786 zu Lebzeiten Friedrichs des Großen von einigen Mitgliedern der freimaurerischen Studentenorden gegründet. Aus dem Urkränzchen ging das Schlesische Kränzchen hervor, das vom 12. April 1787 bis zum 10. August 1811 bestand. Eintragungen auf Studentenpfeifen und in studentischen Stammbüchern weisen die Kette der Studenten vom Schlesischen Kränzchen bis zum späteren Corps Borussia Breslau nach. Diese Verwandtschaft wird obendrein deutlich durch den von beiden getragenen Wahlspruch „virtuti semper corona“.
Nach dem Frieden von Tilsit wurde 1810 die Friedrich-Wilhelms-Universität zu Berlin gegründet. Die protestantische Alma Mater Viadrina in Frankfurt, gestiftet am 27. April 1506, wurde dadurch überflüssig. Sie wurde am 3. August 1811 mit der katholischen Breslauer Universität Leopoldina, gestiftet am 21. Oktober 1702, zur staatlichen Universitas litterarum Wratislaviensis in der preußischen Provinz Schlesien zusammengelegt. Die Kränzianer des Schlesischen Kränzchens aus Frankfurt zogen oderaufwärts nach Breslau und gründeten dort eine Landsmannschaft Silesia, die vom 11. November 1811 bis 15. Mai 1813 bestand. Die Silesia hatte einige Nachfolgeverbindungen, zuletzt eine Landsmannschaft Teutonia, aus der das Corps Borussia zu Breslau hervorging.

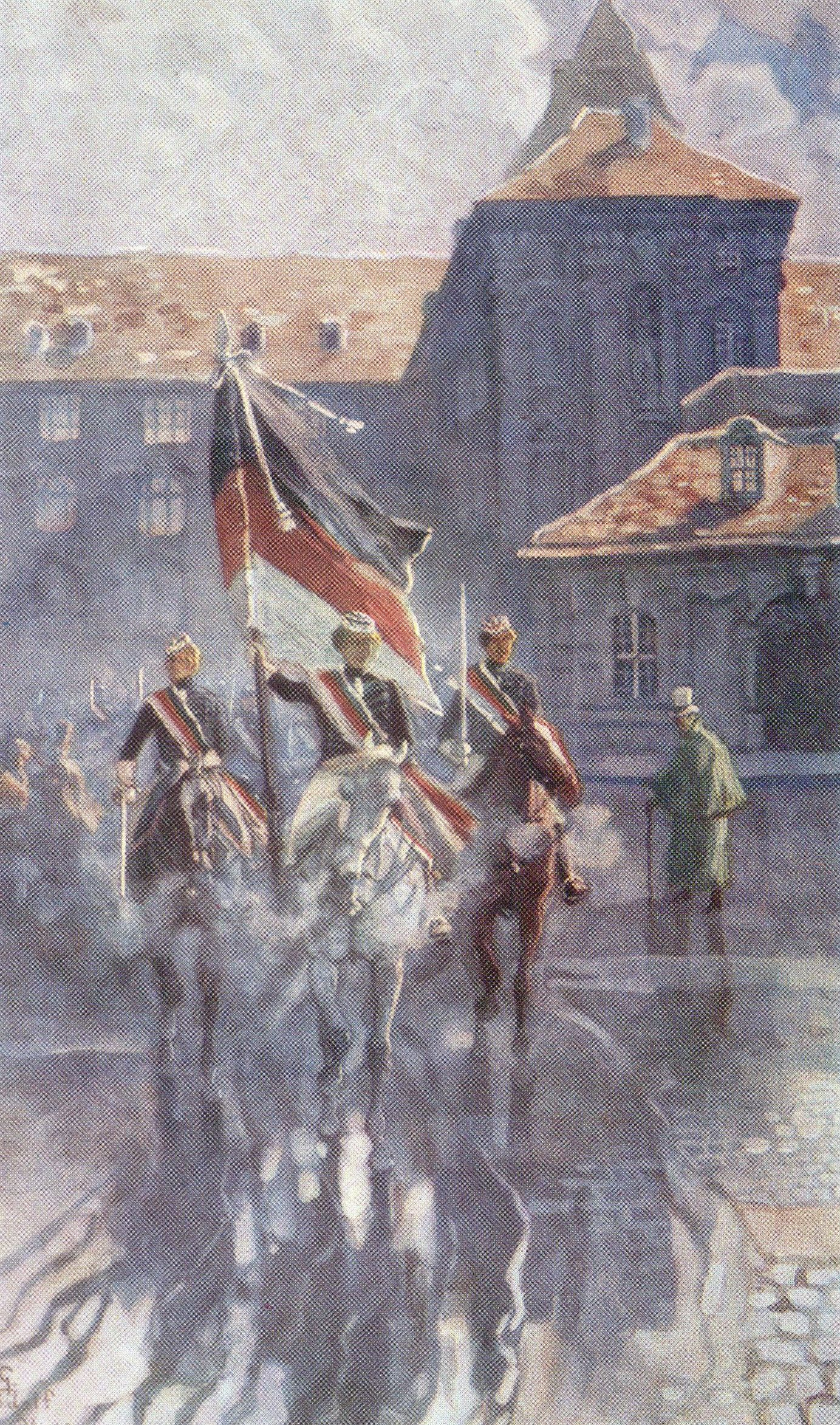
Breslauer Preußen durchreiten das Kaisertor der Schlesischen Friedrich-Wilhelms-Universität.(Gustav Adolf Closs, 1911)

### 1819–1933
Das Corps Borussia Breslau wurde am 23. November 1819 von 13 ehemaligen Burschen der tags zuvor aufgelösten Landsmannschaft Teutonia und einigen sonstigen Studenten in Breslau gestiftet.
Borussia übernahm dabei die Farben Schwarz-rot-weiß der Teutonia sowie deren Wahlspruch „virtuti semper corona“ und deren Wappensprüche.
Innerhalb der Borussia gab es eine Fraktion Silesia, die auch schon bei der Teutonia bestanden hatte. Diese stiftete am 24. Mai 1821 das Corps Silesia zu Breslau.
Mit dem Corps Silesia gründete Borussia 1829 (später gezwungenermaßen aufgelöst) und endgültig 1838 den Senioren-Convent zu Breslau (KSCV), der sich im Gründungsjahr des KSCV 1848 dem Verband anschloss.
Als Gründe für die Stiftung der Borussia Breslau sagt die Konstitution der Borussia von 1819: „Es ist nötig, das edle Gut der akademischen Freiheit zu bewahren und zu verdienen“ und „Es folgt das Bedürfnis, das Regeln festgesetzt werden, durch deren Inhalt und eifrige Befolgung die akademischen Bürger ihrer akademischen Freiheit wert bleiben“.
Zu Zeiten der Restauration und des Vormärz – vor der Deutschen Revolution von 1848/49 – mit den Karlsbader Beschlüssen und der Demagogenverfolgung, musste Borussia dreimal förmlich suspendieren; sie bestand aber heimlich weiter, 1821–1823, 1824–1829 und 1834–1838. Die studentische Jugend ließ sich in ihrem Selbstverständnis durch die Staatsmacht nicht niederdrücken.
Dieses Selbstverständnis ist romantisch beschrieben, auch von Breslauer Preußen, in den beiden Musen-Almanachen der Universität Breslau von 1842 und 1843 und den Hopfen-Blüthen von 1848 und 1879.
Mit Entstehen des bürgerlichen Vereinslebens ab 1848 identifizierten sich die Alten Herren zunehmend mit ihrem Corps. Am 1. August 1850 fand zum ersten Mal ein Treffen aller ehemaligen Angehörigen der Borussia Breslau statt, ein Studien-Erinnerungsfest, an dem die Alten Herren ihren Zusammenschluss untereinander und zum aktiven Corps dartaten. 1856 schlossen sich die Alten Herren außerhalb Breslaus erstmals in Berlin zusammen. Die Jugend begrüßte das; sie hatte erkannt, dass sie durch ihre Alten Herren „berufliche und soziale Sicherung“ erreichen konnte.
Ab 1871 nahmen die Alten Herren zunehmend bestimmenden Einfluss auf das Geschehen im Corps. Erst in der Folge der Studentenbewegung der 1960er Jahre verschob sich dieser Einfluss wieder zugunsten der Jugend.

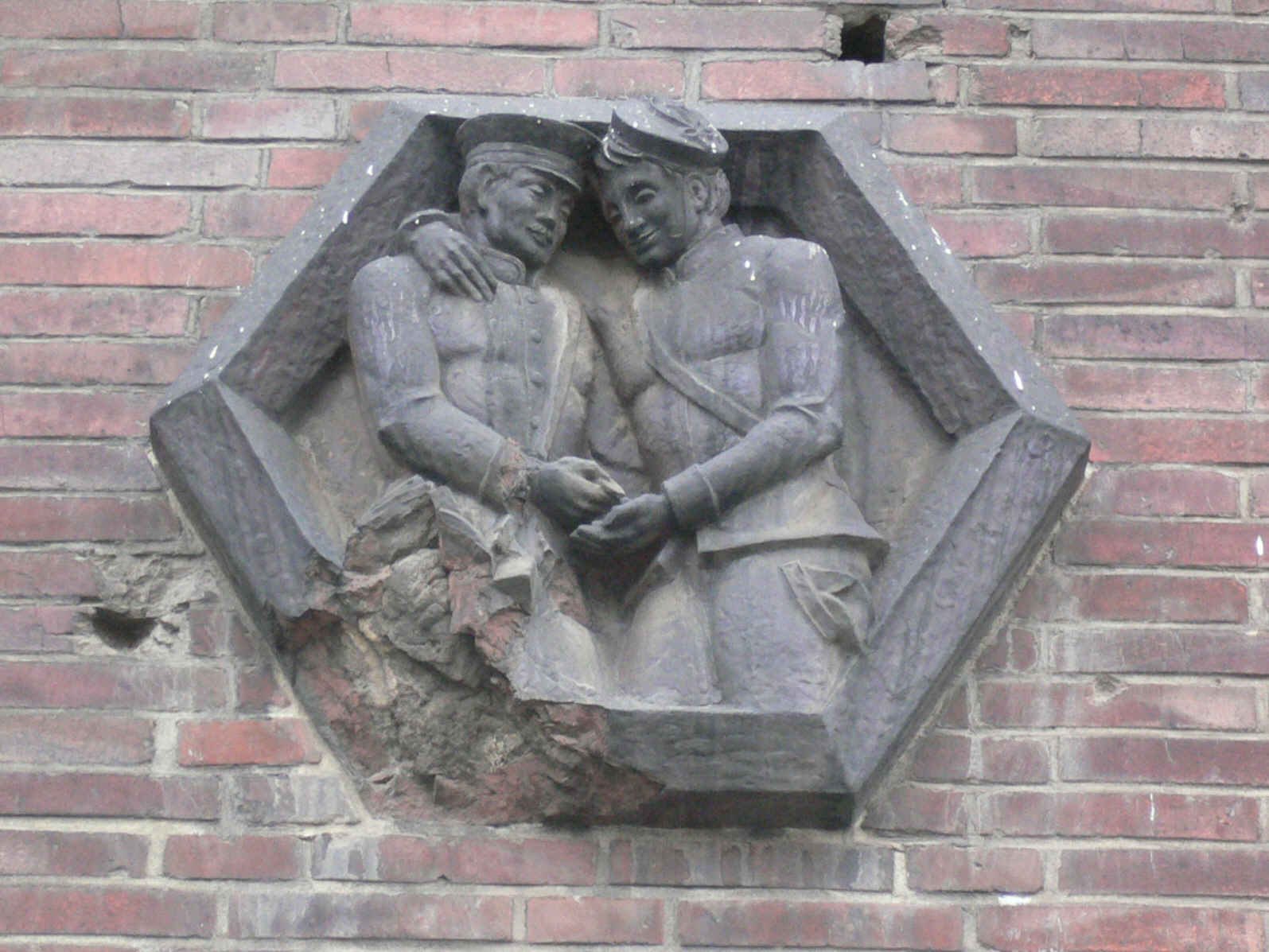
Ein Breslauer Preuße mit Zirkel auf dem Tönnchen am früheren Postscheckamt Breslau (Keramik-Relief von Felix Kupsch, 1929)

Schlesien war die katholischste der preußischen Provinzen. Viele junge Schlesier studierten Katholische Theologie und wurden Corpsstudenten. Von den Breslauer Corps hatte Borussia die meisten Priester, Jesuiten und kirchlichen Würdenträger in ihren Reihen.
Zudem hatte Breslau eine der größten jüdischen Gemeinden in Preußen. Die jüdischen Familien in Breslau entwickelten ein jüdisches Bildungsbürgertum, das seine Söhne in die Corps schickte. Beispiele sind die Breslauer Preußen Robert Dalen, vormals Robert Davidson, der beim Kösener Congress oKC 1865 präsidierte, Ernst Remak, Georg von Caro, Carl Caro und Georg Heimann. Borussia zu Breslau stand exemplarisch für die souveräne Toleranz Preußens.
Diese Modernität fand in den 1870er Jahren mit Bismarcks antikatholischem Kulturkampf und durch den aufkommenden rassistischen Antisemitismus ein Ende, sodass es in der Folgezeit bei Borussia zu Breslau nur noch vereinzelt katholische und keine jüdischen Aktiven mehr gab. Die katholischen Studenten traten in die katholischen Studentenverbindungen und die jüdischen Studenten in die neu entstehenden jüdischen Studentenverbindungen, wie die pflichtschlagende Viadrina zu Breslau von 1886, die erste exklusiv jüdische Verbindung Deutschlands, ein.
Es kam zunehmend zu Abgrenzungen zwischen den studentischen Gruppen, vor allem gegenüber den katholischen Studentenverbindungen wie auch gegenüber den jüdischen Studentenverbindungen.
 Ab den 1860er Jahren kam es wie in anderen gesellschaftlichen Gruppen fallweise auch in Studentenverbindungen, so auch einigen Corps, zu judenfeindlichen Beschlüssen, begründet im gesellschaftlichen, religiösen, aber noch nicht rassistischen Antijudaismus. Auch aber gab es gegenteilige Fälle. So gründete der jüdische Breslauer Preuße Carl Caro zusammen mit zwei anderen Corpsstudenten aus München, Tübingen und Würzburg 1872 das Corps Rhenania in Straßburg, eines der sieben Kösener Corps, die 1934 der Durchsetzung des nationalsozialistischen Arierparagraphen widersprachen, zum Teil mit der Folge ihrer Selbstauflösung. Carl Caro brachte außerdem 1877 das von ihm geschriebene Lustspiel Auf deutscher Hochschule ~ Schwank in drei Aufzügen mit der Szene einer Mensur zur Aufführung, zunächst in Würzburg und dann auch in Breslau.
Ein bedeutender Corpsstudent war Leonhard Zander, Borussiae Breslau u. a. Als sich beginnend mit der Reichsgründung 1871 die Corps zunehmend in teuren und zeitaufwendigen Äußerlichkeiten ergingen, forderte Zander 1881 mit seiner „Denkschrift gegen Luxus und Protzentum“ eine Rückbesinnung auf die alten corpsstudentischen Ideale Ehrhaftigkeit und Bescheidenheit. Die Denkschrift wurde u. a. von Otto von Bismarck und dem Prinzen Wilhelm, dem späteren Kaiser Wilhelm II., unterzeichnet. Sie veränderte das Corpsleben nachhaltig bis heute und geht in die corpsstudentische Geschichte als „Zandersche Reformbewegung“ ein.
Am 1. Oktober 1910 wurde die Königliche Technische Hochschule Breslau gegründet, von der ab 1918 Studenten bei Borussia aktiv wurden.
Im Jahre 1929 wurde in einem der 20 keramischen Dekorationsmedaillons von Felix Kupsch am neu gebauten, backsteinexpressionistischen Postscheckamt Breslau der Zirkel der Borussia Breslau verewigt, auf dem Tönnchen eines Studenten, der seinen Monatswechsel bekommt, den Geldbriefträger dankbar umarmend. Entworfen hatte das Postscheckamt Breslau der Breslauer Preuße Lothar Neumann, Regierungsbaumeister und spätere Oberpostbaurat, siehe

### 1933–1945

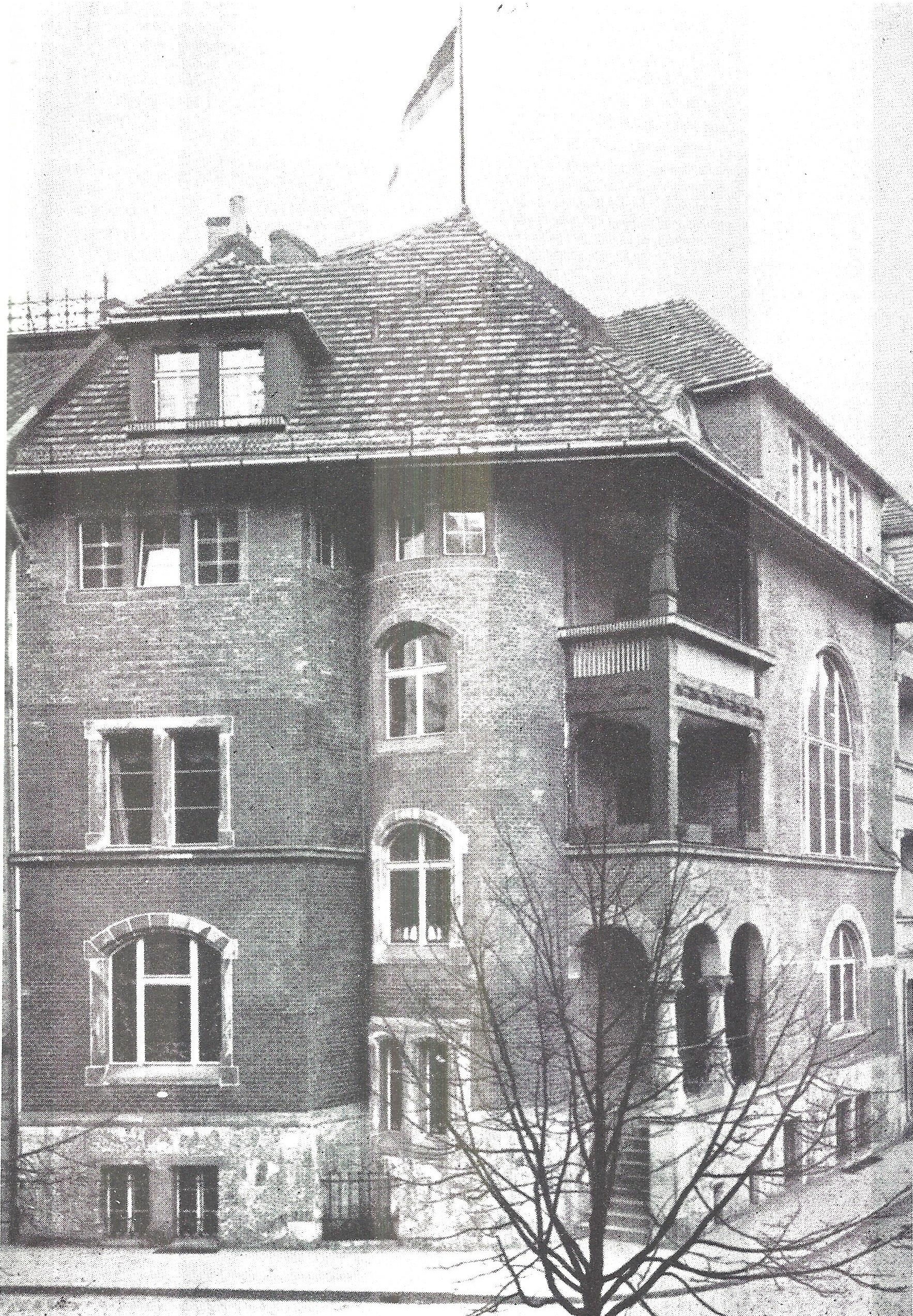
Corpshaus in Breslau: Nach Aufstockung 1910 bis Umbau 1939 (Architekt Karl Klimm, 1897 und Aufstockung 1910)

Die Jahre 1933 bis 1945 sind wegen des Treubruchs gegenüber einigen Corpsbrüdern beschämende Jahre auch des Corps Borussia Breslau. In der Rückbetrachtung wird deutlich, auf welch verbrecherischem Fundament der Lüge und Menschenverachtung das Hitler-Regime stand und dass sich das Corps wie die überwiegende Mehrzahl der Deutschen diesem System des nationalen Schwindels nicht entziehen konnte.
Während der nationalsozialistischen Herrschaft in Deutschland, 1933 bis 1945, haben wegen der Umsetzung des Arierparagraphen neun Corpsbrüder der Borussia als so genannte „Judenstämmlinge“ das Corps Borussia Breslau verlassen (müssen).
Es wurden zwischen dem 30. August 1933 und dem 9. Januar 1934 folgende Corpsbrüder als Judenstämmlinge identifiziert:
Ernst Bail, Rhenaniae Heidelberg, * 1871 † 1951, aktiv 1892, EK2 1914/18, Mitglied des Reichsrats, Großeltern mütterlicherseits Juden; Friedrich Beyersdorf, Rhenaniae Würzburg, * 1867 † 1937, aktiv 1887, Major mit Kriegsleiden, ein Großelternteil jüdisch; Eberhard Foerster, Palatiae Bonn, * 1865 † 1939, IdC 1919, Rittmeister 1914/18, Rittergutsbesitzer, Dezernent der Preußischen Hauptlandwirtschaftskammer, Großmutter mütterlicherseits christlich getaufte Jüdin; Ewald Friedberg, * 1856 † 1939, aktiv 1876, Geh. Oberregierungsrat, ein Großvater christlich getaufter Jude; Ernst-Heinrich Heimann, * 1896 † 1957, aktiv 1918, Leutnant 1914/18, EK1 und EK2 1914/18, Vorstand der Wertpapierbörse Breslau, Großeltern väterlicherseits Juden, Vater Georg Heimann getaufter Jude; Georg Heimann-Trosien, * 1900 † 1987, aktiv 1920, Fahnenjunker-Unteroffizier 1918 mit EK2, Rechtsanwalt, ab 1952 Bundesrichter, Großeltern väterlicherseits Juden, sein Vater getaufter Jude gefallen 1915; Franz Neubaur, Palatiae Bonn, * 1857 † 1936, aktiv 1877, Hauptmann 1914/18, Geh. Oberregierungsrat, Großmutter väterlicherseits christlich getaufte Jüdin, wie auch schon deren Eltern christlich getaufte Juden waren; Helmut Stahr, Holsatiae Kiel, * 1910 † 1986, aktiv 1931, Facharzt für Lungenkrankheiten; Franz Thilo, Palatiae Bonn, * 1863 †nach 1934, aktiv 1884, Hauptmann 1914/18, Syndikus, Landrat, Großeltern jüdisch, Eltern getauft.
Bei einem weiteren, jungen Corpsbruder, seit 1932 aktiv, wurden am 9. Januar 1934 vom Führer des HKSCV (Kösener Verband) „mit Rücksicht auf die Besonderheit des Falles“ mitgeteilt, dass „- unter Vorbehalt – gegen die weitere Corpszugehörigkeit keine Bedenken geltend gemacht“ werden mit der „Bitte, von dieser Erklärung nur streng vertraulich Gebrauch zu machen“ (Vater und Bruder waren Corpsstudenten und ungeklärte Fälle. Großvater mütterlicherseits trat zum Christentum über, während dessen Vater jüdisch war). Der Fall wurde später nicht mehr thematisiert, zumal der junge Mann ab 1935 bei der Beobachtungsabteilung 28 diente, später bei der kämpfenden Truppe war und 1944 an der Nordost-Front gefallen ist.
 Acht der genannten Corpsbrüder (bis auf den jungen Helmut Stahr) hatten zeitlebens ihrem Vaterland ergeben gedient, hatten im Ersten Weltkrieg für das Deutsche Reich gekämpft und waren mit Friedens- und Kriegsorden dekoriert. Sie wollten dem Fortbestand des Corps nicht im Wege stehen und opferten ihre Zugehörigkeit zum Corps. Es war ein Treubruch an Corpsbrüdern, die sich mehrheitlich in der Gesellschaft verdient gemacht hatten und die überwiegend schon alt und deshalb hilflos waren.
Der Vorsitzende der Altherrenschaft des Corps Borussia Breslau zu Köln und Aachen entschuldigte sich 1994 für die Annahme dieses Opfers unter Nennung der Betroffenen auf dem Festakt anlässlich des 175. Stiftungsfestes des Corps vor einer geladenen Öffentlichkeit im Krönungssaal des Aachener Rathauses, an selbiger Stelle, wo jährlich der Internationale Karlspreis zu Aachen verliehen wird.
Lange blieben nach dem 8. Mai 1945 die Antworten auf die Fragen aus, die wissen wollten, was zwischen 1933 und 1945 in Deutschland geschehen war, bis 40 Jahre nach Ende des Weltkrieges Bundespräsident Richard von Weizsäcker in seiner historischen Rede Zum 40. Jahrestag der Beendigung des Krieges in Europa und der nationalsozialistischen Gewaltherrschaft den 8. Mai zum Tag der Befreiung erklärte.
Erbe
In den 1870er-Jahren begann eine von Neid getriebene Orientierung gegen das Judentum. In den 1880er-Jahren begann sich ein rassistisch begründeter Antisemitismus zu entwickeln, siehe Antisemitenpetition 1880/1881. So wurde zum Beispiel 1885 der jüdische Karl Emil Franzos aus seiner Wiener akademischen Burschenschaft Teutonia, zusammen mit neun jüdischen Bundesbrüdern ausgeschlossen.
 Nach dem Ersten Weltkrieg gewann der Antisemitismus zunehmend an Schärfe, auch in den Studentenverbindungen und ihren Alt-Herren-Verbänden.
Auf dem Kösener Congress 1920, der Verbandstagung der Kösener Corps, befanden fast alle Corps, im Sinne eines Tributs an den durch Antisemitismus geprägten Zeitgeist und in Abgrenzung zu den exklusiv jüdischen Verbindungen, dass § 43 der Statuten des Kösener SC-Verbandes KSCV wie folgt zu interpretieren sei: Das Corps ist eine deutsch-völkische Vereinigung immatrikulierter Studenten deutsch-arischer Abstammung … jedoch mit der Einschränkung, dass jede rückwirkende Kraft ausgeschlossen sein soll. Auch in anderen Verbänden wurden solche Beschlüsse gefasst. So führte die Deutsche Adelsgenossenschaft 1920 einen Arierparagraphen ein.
Auf dem Kösener Congress 1921 wurde das präzisiert durch die Feststellung: Hierbei ist nicht die Religion, sondern die Abstammung entscheidend. Ein Mischling soll als Jude gelten, wenn ein Teil seiner vier Großeltern.......jüdischer Abstammung ist.
In den Statuten des Kösener SC-Verbandes 1928 (Fortschreibung der Statuten von 1912), beraten und beschlossen auf dem Congress 1927, sind im „Teil C. Grundsätzliche Entscheidungen“, die für die Corps verbindlich sind, neu aufgeführt: Art. 3: I. Die Aufnahme von Juden in ein Corps ist ausgeschlossen. Der Aufnahme steht die Verleihung der Corpszugehörigkeit in jeder Form gleich. II. Bei jeder Aufnahme hat die Rasseprüfung bis auf die Großeltern zurückzugehen. Die Aufnahme ist unzulässig, wenn sich unter den vier Großeltern ein Jude befindet. und Art. 9: Zur Abwehr der Gefahren, die über das Corpsstudententum hinaus dem Deutschtum im weiteren Sinne durch das Judentum drohen, ist den SC völlig freie Hand zu lassen, insbesondere auch darin, ob Juden Genugtuung zu geben ist.
Ähnliche Beschlüsse gab es auch in den anderen Verbänden der Studentenverbindungen, z. B. bei den Burschenschaften. Diese Beschlüsse in den 1920er-Jahren – von 1920 an – wurden von einem Beamtentum getragen, dessen Werden im Kaiserreich lag und dessen Zukunft bis in die Nationalsozialistische Diktatur reichte. Die meisten Studentenverbindungen und ihre Altherrenverbände waren sehr geprägt durch Mitglieder, die Beamte waren oder die sich auf das Beamtentum des Staates vorbereiteten. Das mag ein Grund dafür sein, dass ähnliche Formulierungen zur Definition Jude wie in den Kösener Statuten von 1928 sich wiederfinden in der Neuformulierung des § 43 der Statuten des Kösener Senioren-Convents-Verbands KSCV vom 10. Juli 1933, Zitat siehe unten, und im Grundsatzbeschluss vom 20. Juli 1933 des Allgemeinen Deutschen Waffenrings ADW, dem der KSCV angehörte, Zitat siehe unten, sowie in den Nürnberger Gesetzen vom 15. September 1935. Bei Borussia Breslau waren die Beamten in deutlicher Minderheit.
 Borussia Breslau missachtete die „Grundsätzlichen Entscheidungen“ der Kösener Statuten von 1928, indem es 1931 einen Corpsstudenten mit einem jüdischen Vorfahren (bis zu den Großeltern) aufnahm, der bereits bei seinem Kartellcorps 1929 rezipiert worden war.
Schicksal
Die nationalsozialistischen Vorgaben Führerprinzip, Gleichschaltung und Ausgrenzung standen im Widerspruch zu den corpsstudentischen Idealen Conventsprinzip, Differenzierung, Subsidiarität, Toleranzprinzip und Lebensbund. Im Sinne der nationalsozialistischen Gleichschaltung der Gesellschaft verfügte Reichskanzler Adolf Hitler – wie bereits in seiner politisch-ideologischen Programmschrift „Mein Kampf“ angekündigt – das Führerprinzip bei allen gesellschaftlich relevanten Gruppierungen, auch bei den Studentenverbindungen und somit auch bei den Corps. Die Gleichschaltung wurde von hohen, nationalsozialistischen Beamten, die häufig Verbindungsstudenten, auch Corpsstudenten waren, durchgesetzt.
 Schon am 31. Mai 1933, nur 10 Wochen nach dem Notstandsgesetz vom 24. März 1933, wurde ein Verbandsführer der Kösener Corps von den übergeordneten, nationalsozialistischen Instanzen eingesetzt, gemeinsam für den Kösener Senioren-Convents-Verband (KSCV) und den Verband Alter Corpsstudenten e. V. (VAC), ohne Beschluss durch den Kongress des KSCV und den Abgeordnetentag des VAC, nur in Verabredung mit deren Leitungen. Der Rechtsanwalt Max Blunck, Corpsstudent Franconiae Jena und Nationalsozialist, wurde der „Führer des KSCV und VAC“. Das wurde von den Mitgliedern des KSCV und des VAC ohne nennenswerten Widerspruch entgegengenommen, auch von Borussia Breslau, als wäre es gewünscht, und wo es wie in der gesamten deutschen Gesellschaft auch Befürworter des Nationalsozialismus gab. Damit war ein wichtiger Schritt der Gleichschaltung der Corps getan.
 Wie alle gesellschaftlichen Gruppierungen waren auch die Corps gehalten, das Führerprinzip bei sich einzuführen; bei Borussia Breslau ist weder bei der Aktivitas noch bei den Alten Herren de facto das Führerprinzip praktiziert worden, wenn auch später – nach der Suspension des Corps am 12. Oktober 1935 – der Alt-Herren-Vorsitzende nach außen hin gelegentlich als Führer der Altherrenschaft bezeichnet wurde.
Am 30. Juni 1933 wurden alle 69 jüdischen Studentenverbindungen im Deutschen Reich für aufgelöst erklärt, und ihre Häuser wurden beschlagnahmt. Das alles ließ bei den anderen Studentenverbindungen die Sorge entstehen, ähnliches erleiden zu müssen, auch den Verlust des Korporationshauses.
Hitler schuf einen administrierten, rassistischen Antisemitismus, der auf dem völkischen, Neid getriebenen Antisemitismus der 1920er Jahre aufsetzte. Diese Institutionalisierung des Antisemitismus wurde in der Breite der Gesellschaft hingenommen.
 Erster wichtiger Schritt war das Gesetz zur Wiederherstellung des Berufsbeamtentums vom 7. April 1933, durch welches letztlich etwa 5.000 Beamte, die dem nationalsozialistischen Arierparagraphen nicht entsprachen, ihre Stellungen verloren. Bei allen gesellschaftlich bedeutsamen Verbänden und einigen Landeskirchen der Deutschen Evangelischen Kirche fand dieses Gesetz Nachahmung, auch beim Kösener Senioren-Convents-Verband und beim Allgemeinen Deutschen Waffenring ADW, dem der KSCV angehörte, und das obendrein unter Fortfall der Altbeamtenregelung und des Frontkämpferprivilegs, entgegen anders lautender Ankündigung, wodurch urplötzlich viele betagte Corpsbrüder betroffen waren, die ursprünglich als Ausnahmen angesehen wurden.
Am 10. Juli 1933 hob der Verbandsführer Blunck das Toleranzprinzip der Corps auf, indem er § 43 der Statuten des KSCV wie folgt änderte: Das Corps ist eine Vereinigung immatrikulierter Studenten derselben Universität, die im Sinne der nationalsozialistischen Weltanschauung ihre Angehörigen in aufrichtiger Freundschaft verbindet und zu Vertretern eines ehrenhaften Studententumes und zu charakterfesten, tatkräftigen, pflichttreuen, deutschen Männern erzieht.
 Judenstämmlinge, jüdisch Versippte oder Freimaurer können nicht Angehörige eines Corps sein. „Judenstämmlinge“ waren Mitglieder mit jüdischen Vorfahren, und „jüdisch Versippte“ waren Mitglieder mit jüdischstämmigen Ehefrauen. Obwohl der neu festgelegte § 43 den corpsstudentischen Werten Toleranz und Lebensbund widersprach, wurde er hingenommen, überzeugt, überwältig oder formal, auch von Borussia Breslau.
 Borussia nutzte die Bluncksche Verordnung, um gewünschte Änderungen an der eigenen Konstitution nicht vorzunehmen.
 Beim ADW erfolgte – 10 Tage nach der Neufestlegung des § 43 der Kösener Statuten – der Grundsatzbeschluss vom 20. Juli 1933, dass ein waffenstudentischer Verband nur noch anerkannt wird, wenn „unter seinen Mitgliedern weder Judenstämmlinge noch jüdisch Versippte sind“.
Jüdische Religion praktizierende Corpsbrüder gab es nicht bei Borussia Breslau, auch keine „jüdisch Versippten“, wohl aber„Judenstämmlinge“. Am 30. August 1933 wurde gemeinsam von Altherrenschaft und CC der Borussia ein Fragebogen an jeden Corpsbruder versandt, in dem jeder nach bestem Wissen und Gewissen ehrenwörtlich erklären musste, 1. dass meine Eltern arischer Abstammung sind und 2. dass meine Frau arischer Abstammung ist. Alle Corpsbrüder konnten die Frage 2. mit Ja beantworten. Neun Corpsbrüder konnten die Frage 1. nicht mit Ja beantworten und waren damit Betroffene. Es waren die am Anfang dieses Kapitels erwähnten Corpsbrüder, davon sechs über 65 Jahre alt und sieben Kriegsteilnehmer 1914/18. Die betroffenen Corpsbrüder gingen davon aus, dass die Ausnahmeregelungen im Beamtengesetz auch beim Corps gelten: Altbeamter und Teilnahme am Krieg 1914/18.
 Die beantworteten Fragebögen wurden dem Kösener Senioren-Convents-Verband weitergereicht. Noch am 11. Dezember 1933 betrachtete selbst der HKSCV alle Betroffenen der Borussia Breslau als Ausnahmefälle. !934 erfolgten verschärfte, nationalsozialistische Vorgaben für den Verbleib im Corps, was dazu führte, dass die neun betroffenen Corpsbrüder mit situationsbedingtem Einverständnis aus der Corpsliste gestrichen wurden, was dem Verband gemeldet wurde.
Diese neun Corpsbrüder schieden letztlich aus, weil sie dem Corps ein Weiterleben ermöglichen wollten, vor allem auch mit dem Verbleib des Corpshauses bei ihrer Borussia. Es wurde allerdings „von oben“ geduldet, dass die Betroffenen an Corpsbrüdertreffen, auch an offiziellen, weiterhin teilnahmen, soweit es ihnen möglich war, und dass die Verstorbenen unter ihnen zeitnahe Nachrufe in der Corpszeitung erhielten.
Die Studenten, so auch die jungen Corpsbrüder der Borussia, mussten als Pflicht an Schulungen und Wehrsport der SA und SS teilnehmen. Dazu gehörten Marschtraining, Kleinkaliberschießen und Zielwerfen von Keulen (als Ersatz für Handgranaten), solange es noch keine allgemeine Wehrpflicht gab. Im Sinne seiner Vorgaben verfolgte das nationalsozialistische Regime dann die Indoktrinierung der Studenten in so genannten Kameradschaften mit Führerprinzip, nationalsozialistischen Schulungen und Wehrsport. Als Unterbringung für die nationalsozialistischen Kameradschaften hatte das Regime die Verbindungshäuser im Auge. Hier sollten die Studenten zur besseren Kontrolle kaserniert werden. Auch war daran gedacht, dass die Kameradschaften auf Dauer die herkömmlichen Studentenverbindungen ersetzen.

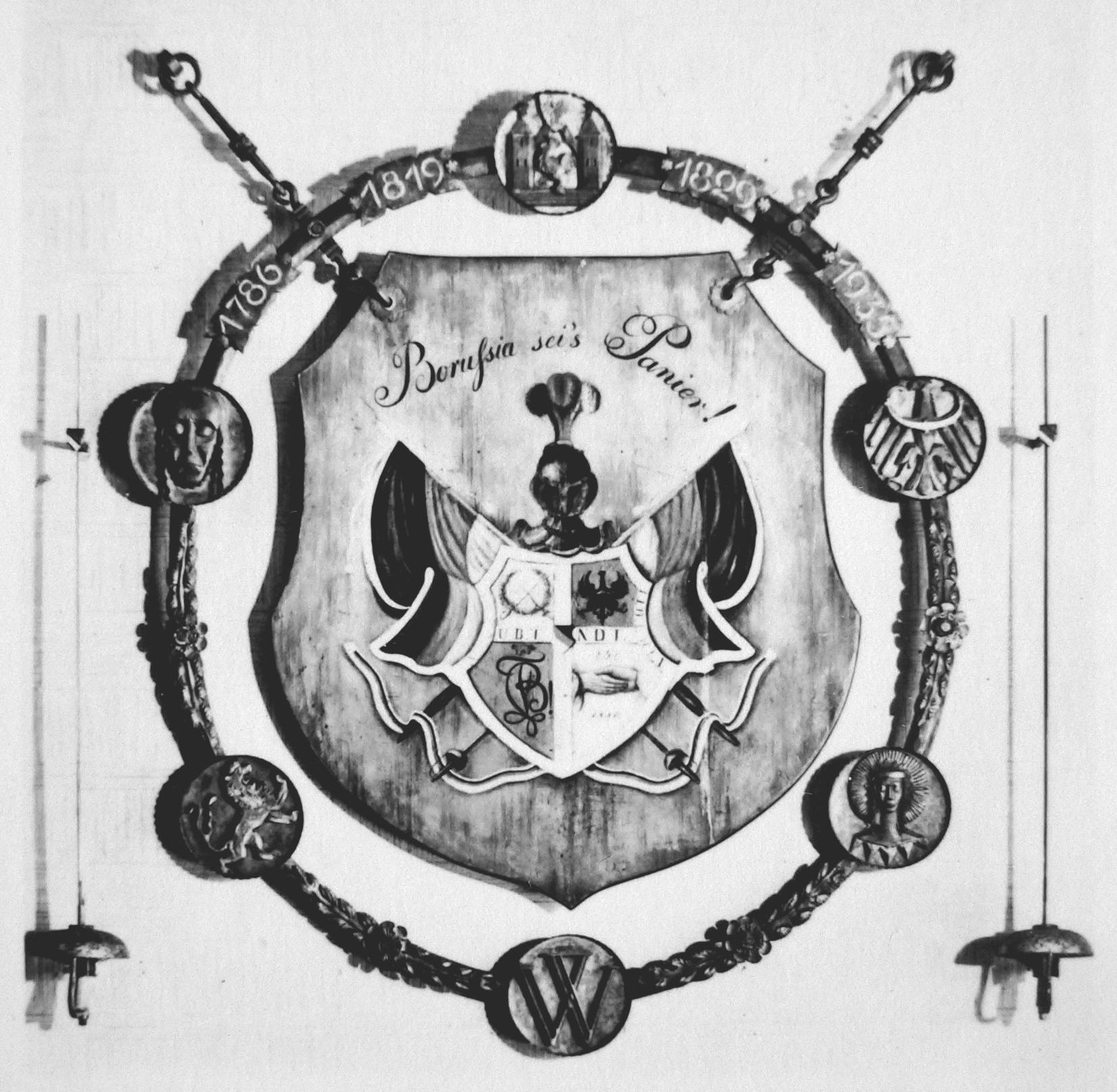
Corpswappen auf Holz von 1860 mit schmiedeeisernem Ring von Lothar Neumann von 1936, oben rechts mit dem Jahr der erzwungenen Suspension 1935. Es ging 1945 verloren

Die Gleichschaltung setzte die Studentenverbindungen und Korporationsverbände ab 1934 zunehmend unter Druck. Sie sollten für die Eingliederung in den Nationalsozialistischen Deutschen Studentenbund als einzige studentische Großorganisation gefügig gemacht werden. Diesem Druck konnte der Kösener Senioren-Convents-Verband (KSCV) auf Dauer nicht widerstehen. Er beschloss deshalb am 28. September 1935 als erster studentischer Verband die Selbstauflösung. Am 13. Oktober 1935 folgte die Selbstauflösung des Corps Borussia zu Breslau, offiziell einschließlich seiner Altherrenschaft. Der Arierparagraph des Regimes war weder beim KSCV noch bei Borussia zu Breslau der Grund für die Auflösung.
Weiterleben
Faktisch bestanden bei Borussia Altherrenschaft und Corpshausgenossenschaft weiter. Das Corpshaus blieb den Corpsbrüdern erhalten. Der Altherrenschaft der Borussia gelang es, dass keine nationalsozialistische Kameradschaft das Corpshaus nutzte und dass somit das Corpshaus weiterhin den Corpsbrüdern für Treffen in Couleur alleinig zur Verfügung stand. Das wurde möglich, weil 1938 die Alten Herren der Borussia in ihrer Mehrheit der Altherrenschaft der Kameradschaft „Yorck“ zu Breslau, die aus der Altherrenschaft des Corps Silesia bestand, als Cofinanziers beitraten. Die Kameradschaft Yorck bestand seit 1937 im Corpshaus des Corps Silesia. Sie hatte einen eigenen Zirkel. Die Aktiven der Kameradschaft Yorck, Kameraden genannt, waren bemüht, Traditionen des Kösener Corpsstudententums der Alten Herren aufrechtzuerhalten. Die Ausbildung im Schlägerfechten war Pflicht; Mensuren wurden nicht gefochten. Ab 1941 trugen die Kameraden auf den Veranstaltungen der Kameradschaft Yorck Zipfel mit den Farben der Silesia und der Borussia. Beim sechsten Stiftungsfest der Kameradschaft Yorck 1943 wurde den Alten Herren vorgegeben, auf dem Festkommers Band und Mütze ihrer Corps zu tragen. Alte Herren der Borussia nahmen nicht teil. Die Altherrenschaft der Borussia pflegte das Andenken an ihr suspendiertes Corps im eigenen Corpshaus. Dort feierte sie auch Stiftungsfeste der Borussia, bis 1941. 1944 erschien zum letzten Mal die Corpszeitung der Borussia in Breslau. 1945 im Mai verlor Borussia Breslau ihre Heimat in Schlesien. Schlesien wurde polnisch.

### 1948 bis 1954
Anlässlich des ersten Nachkriegsstiftungsfests der Altherrenschaft der Borussia zu Breslau in Hannover am 2. Oktober 1948 wurden die acht Alten Herren, die 1934/35 das Corps formal verlassen hatten, wieder in die Corpsliste der Borussia zu Breslau aufgenommen. 1949 erschien nach Verlust der Heimat die erste Corps-Zeitung der Borussia zu Breslau in Hannover.
Zur Wiederfindung der Alten Herren der Borussia nach dem Verlust ihrer Breslauer Heimat regte Borussias Kartellcorps Holsatia 1948 eine Vertiefung der Beziehungen zwischen den Altherrenschaften von Holsatia und Borussia an. So wurde den Alten Herren ermöglicht, der Altherrenschaft des anderen Corps als Mitglieder ohne Aufnahme des Bandes beizutreten. Einige Corpsbrüder taten das. Ein gemeinsamer Fünferausschuss empfahl, die sieben jungen Mitglieder der 1947 in Kiel gegründeten Studenten-Segel-Gemeinschaft Holsatia (SSG Holsatia), die heimliche Aktive der 1947 rekonstituierten Holsatia waren, als gemeinsame Aktive der beiden Altherrenschaften zu führen. Anlässlich einer Weihnachtskneipe in Kiel 1948 wurde im Beisein Alter Herren beider Corps den sieben SSG-Mitgliedern das rot-weiß-rote Holsteinerband mit Borussias Schwarz als Perkussion verliehen. In der Öffentlichkeit trugen sie schwarze Seglermützen mit rot-weiß-roten Streifen. In das H von Holsatias Zirkel wurde oben rechts B für Borussia eingefügt. Als allerorten die Corps wiedererstanden, entschlossen sich auch die Altherrenschaften von Holsatia und Borussia wieder eigene Wege zu gehen. Sie vereinbarten im Mai 1950, dass Holsatia die alten Farben wieder einführte, dass die Altherrenschaft der Borussia das Preußenband an einige Mitglieder der Holsatia, die die schwarze Perkussion getragen hatten, verlieh und dass Holsatia sich in einem Verhältnisvertrag verpflichtete, Borussia bei ihrer Rekonstitution zu unterstützen. Die Vereinbarung unterschrieben Bernhard Sprengel für Holsatia und Kurt Härtel für Borussia.
Die Rekonstitution des aktiven Corps Borussia Breslau erfolgte am 21. April 1951 in Münster. Am 9. Oktober 1951 wurde der Sitz des Corps Borussia Breslau an die Universität Köln verlegt. Viele Schlesier hatten im Rheinland nach 1945 eine neue Heimat gefunden. 1950 hatte Köln die Patenschaft für das ehemalige Breslau übernommen. Die Universität zu Köln pflegte seit 1951 die Tradition der Breslauer Schlesischen Friedrich-Wilhelms-Universität. Um nach Breslauer Tradition die Verbindung von Studenten der Geisteswissenschaften und der Ingenieurwissenschaften aufrechtzuerhalten – auch im Hinblick auf eine zeitgemäße Altherrenschaft –, wurde ab November 1951 eine Außenstelle des Corps in Aachen an der dortigen Rheinisch-Westfälischen Technischen Hochschule, der RWTH Aachen, betrieben. Die ersten jungen Breslauer Preußen in Aachen haben bei Corps Montania zu Aachen, WSC hospitiert. Am 31. Juli 1954 wurde Aachen zum zweiten offiziellen Standort des Corps erklärt, und das Corps erhielt den Namen Borussia Breslau zu Köln und Aachen. Den gleichen Weg gingen auch das Corps Silesia, das Corps Lusatia Breslau und das Corps Marcomannia.

### Seit 1954
Fast 50 Jahre hat Borussia Breslau erfolgreich einen aktiven Corpsbetrieb in Köln und Aachen gepflegt, mit zwei Corpshäusern und einem Corpsbus. Corpsburschen-Convente und Veranstaltungen fanden abwechselnd in Köln und in Aachen statt. In den 1990er Jahren ließ das studentische Interesse für Studentenverbindungen in Köln nach. Borussia Breslau konzentrierte sich zunehmend auf Aachen, zumal die RWTH Aachen begann, neben den technischen Fakultäten auch geisteswissenschaftliche Fakultäten einzuführen. Seit 2004 gibt es nur noch ein Corpshaus in Aachen.
Die Westdeutsche Studentenbewegung der 1960er Jahre nahm Einfluss auf Borussia Breslau. Das Corps fand zu seiner Beweglichkeit, die es vor den 1870er Jahren charakterisierte, zurück. 1969 beging Borussia den Festakt anlässlich ihres 150. Stiftungsfestes im Auditorium maximum der RWTH Aachen mit einer Ansprache des Rektors Herwart Opitz, während nicht weit entfernt das Internationale Zentrum Humboldt-Haus der RWTH Aachen von revoltierenden Studenten besetzt wurde. 1969 fand zum ersten Mal der „Große Geh“ der Borussia Breslau vom Kölner Corpshaus zum Aachener Corpshaus über 75 km statt. Es ist eine Veranstaltung von Breslauer Preußen aller Generationen, die in unregelmäßigen Abständen auf freiwilliger Basis stattfindet, bis heute. 1970/71 betrieben die jungen Corpsbrüder im Corpshaus der Borussia die Galerie 63, wo junge Künstler ihre Werke vorstellen konnten. 1972 führte Borussia Breslau das Corpspräsidium als Exekutivorgan des Feierlichen Corps-Convents FCC ein. Das Corpspräsidium ist mit Aktiven, Alten Herren und einem ECB besetzt unter dem Vorsitz des Vorsitzenden der Altherrenschaft. Die Konstitution der Borussia Breslau sagt:

„Das Corpspräsidium hat für eine dauernde Koordinierung zwischen CC und AHV zur Sicherung der Lebensgemeinschaft zu sorgen. Das Corpspräsidium soll, frei von Teilinteressen der Aktiven oder der Alten Herren, in der Zusammensetzung die Vielfalt der Generationen, der Lebensräume und der Interessen widerspiegeln und nach den Leitideen des Corps die Einheit und Geschlossenheit der Corpsbrüder nach innen und außen sichern.“

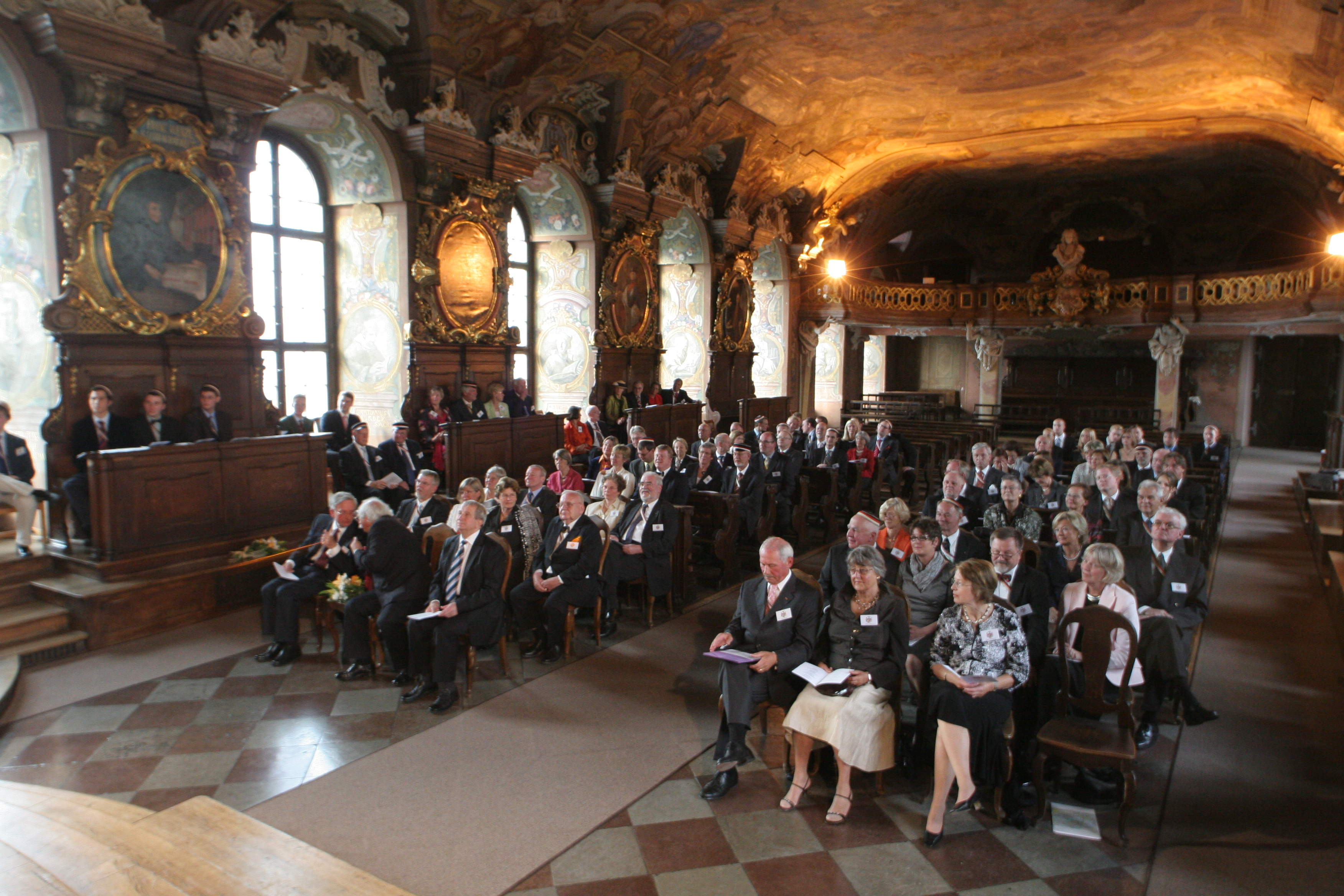
Festakt zum 189. Stiftungsfest in der Aula Leopoldina der Universität Breslau 2008

1974 entschied Borussia Breslau in einer namentlichen Befragung aller Corpsbrüder über das Beibehalten der Bestimmungsmensur zur Förderung der Selbsteinschätzung und der Freundschaft. Die Zustimmung erfolgte mit qualifizierter Mehrheit quer durch die Generationen. In den Jahren 2006 bis 2009 tagte die Kommission „Quo Vadis, Borussia?“, besetzt mit Vertretern aller Generationen der Borussia. Es wurden Antworten des Corps auf die Herausforderungen der Globalisierung erarbeitet. Dabei standen als Themen im Vordergrund: Stärke beim Wettbewerb, Teamfähigkeit, Führungsqualität, Offenheit gegenüber anderer Kultur, Nachwuchswerbung auch unter Studenten aus dem Ausland und Mehrwert durch Netzwerk.
Häufige Besuche von Breslauer Preußen in Breslau machen die Verbindung der Borussia Breslau zu ihrer früheren Heimat Breslau deutlich. Im Jahre 2008 feierte Borussia Breslau zu Köln und Aachen ihr 189. Stiftungsfest in Breslau. Der Festakt fand statt in der historischen Aula Leopoldina der Universität zu Breslau mit Ansprachen der Rektoren Leszek Pacholski der Universität Breslau und Tadeusz Luty der Technischen Universität Breslau.

## Corpshäuser

### Breslau
Bis 1879 trafen sich die Breslauer Preußen in den Kretscham „Zum Walfisch“, „Zum grünen Kürbis“, „Zum Goldenen Baum“, „Villa Nova“ oder in Kaffee- und Gasthäusern wie „Zur Hoffnung“, „Zum Storch“. Ab 1879 tagten sie in einem Hofgebäude der Weberbauer’schen Brauerei, wo sie einen eigenen Kneipraum hatten, mit dem Corps Marcomannia im selben Haus. Auch kamen sie im Fürstensaal des Schweidnitzer Kellers zusammen.

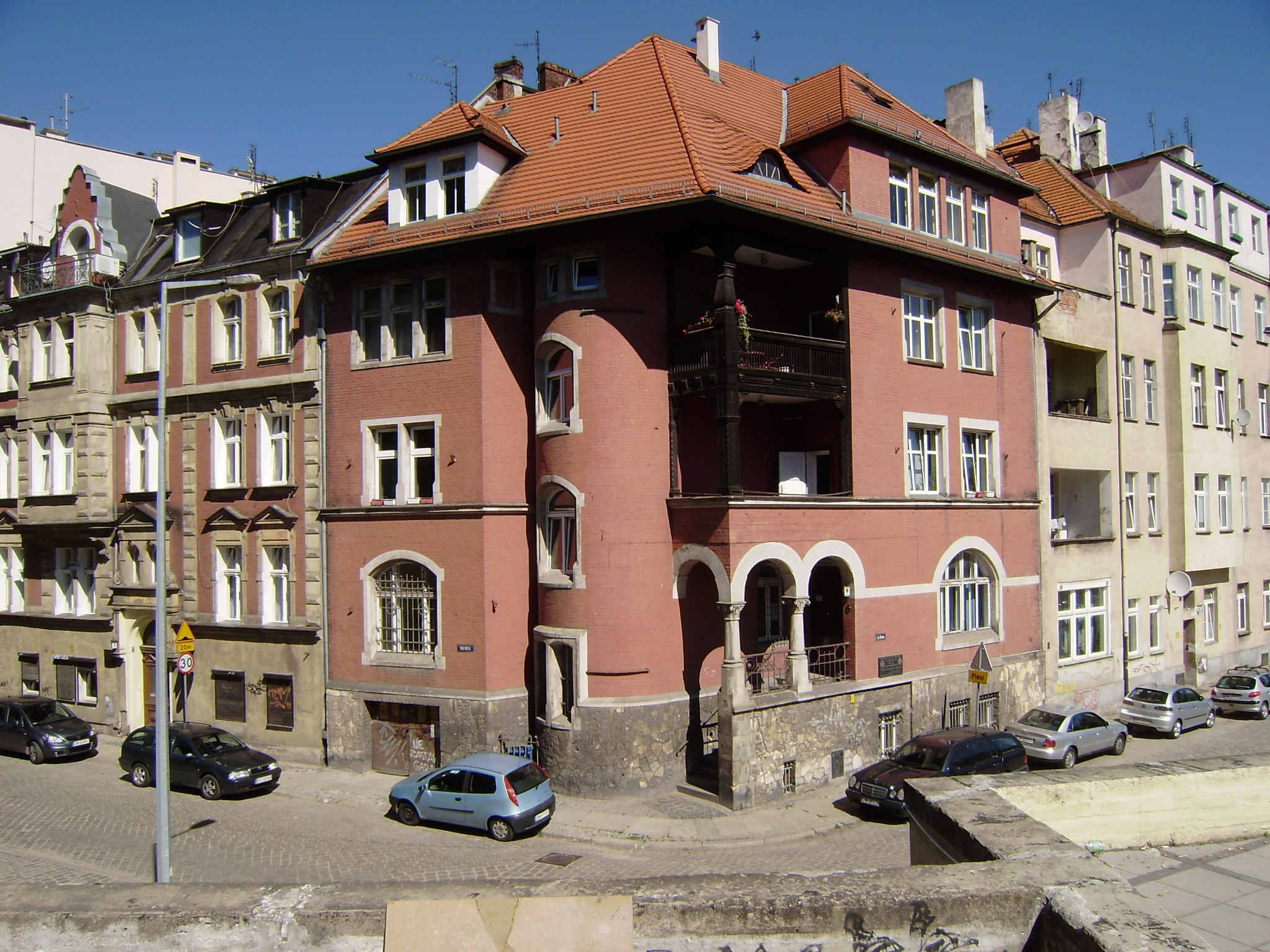
Borussias Corpshaus in Breslau (2019)

1897 bezog Borussia ihr erstes Corpshaus in Breslau, Neue Gasse 6 (heute ul. Nowa 6), einen Neubau nahe der Liebichshöhe, erbaut nach den Plänen des Architekten und städtischen Baubeamten Karl Klimm im Stil des Historismus, zweigeschossig mit Villencharakter, unter Bauleitung durch Ratsmaurermeister Heinrich Simon. Es war das erste Haus seiner Art in Breslau. Das Corpshaus sollte den Zusammenhalt der Corpsbrüder fördern, vor allem durch Kneipen mit den Alten Herren aus Breslau und Umgebung – an fünf Tagen in der Woche und als Sonntagsfrühschoppen. Wohnräume hatte das Corpshaus nicht, wohl Gesellschaftsräume und einen zweigeschossigen Festsaal, alle mit vertäfelten Wänden. Auch war das Corpshaus das Aushängeschild einer selbstbewussten Altherrenschaft, geprägt durch den Wilhelminismus bis in die 1930er Jahre. 1910 wurde das Corpshaus durch Aufstockung um ein Geschoss zu einem stattlichen Bau, ebenfalls nach Plänen von Karl Klimm.
1934 wurde im Nachbarhaus Neue Gasse 4 eine Wohnetage im Hochparterre angemietet und mit dem Corpshaus verbunden, um dem vom Nazi-Regime verordneten Kameradschaftsgedanken durch Wohngemeinschaften gerecht zu werden. Das Corpshaus wurde als Kameradschaftsheim bezeichnet; es wohnten nur Corpsbrüder dort. 1939 erfolgte das Einziehen einer Decke im Festsaal und in den übrigen Gesellschaftsräumen zur Schaffung von Wohnräumen nach Plänen von Lothar Neumann. Das Corpshaus blieb beim Kampf um die Festung Breslau am Ende des Zweiten Weltkriegs unzerstört; innen allerdings wurde es verwüstet. Es wird heute als Wohn- und Bürohaus genutzt, unter anderem fürsorglich von den polnischen Pfadfindern, und wird immer wieder von den Breslauer Preußen besucht.

### Köln und Aachen

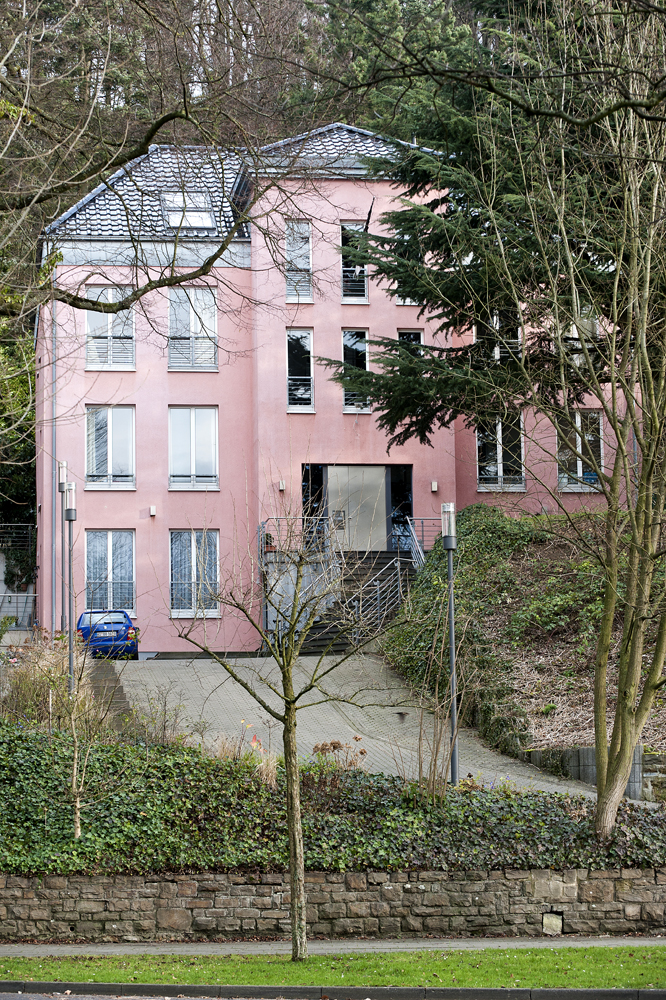
Corpshaus in Aachen (2005)

1955 wurde in Köln im Haus Ubierring 21 eine Zweizimmerwohnung als Corpswohnung angemietet.
1957 erwarb Borussia Breslau in Aachen in der Nizzaallee 63, am Lousberg ein anmutig elegantes, bürgerliches Reihenhaus im späten Jugendstil (1910), den vormaligen Wohnsitz des Aachener Tuchfabrikanten und Bibliophilen Alexander Schippen (1899–1975), und bezog es als Aachener Corpshaus. Es war zu Fuß 15 Minuten von der Technischen Hochschule entfernt. Das Haus wurde 2003 verkauft.
1967 bezog Borussia Breslau in Köln ihr neu erbautes Kölner Corpshaus in Köln-Lindenthal Amalienstraße 5 in fußläufiger Nähe zur Universität. Das Haus wurde 2001 verkauft. Ein 1983 im Garten des Corpshauses gepflanzter Mammutbaum erinnert an die Borussia in Köln.
2004 bezog Borussia Breslau das nunmehrige, neu erbaute Aachener Corpshaus in der Nizzaallee 56, auf einem Grundstück mit altem Baumbestand ebenfalls am Aachener Lousberg, 20 Fuß-Minuten von der Technischen Hochschule entfernt.
Das Corpshaus zeigt mit seinem schwarzen Dach, seinem roten Anstrich und seinen weißen Fenstern die Farben der Borussia Breslau.

## Verhältnisse

### Kartellcorps
- Holsatia (1924, befreundet seit 1890)

### Befreundete Corps
- Rhenania Würzburg (1875)
- Franconia-Jena (1891)
- Albertina (1955)
- Franconia München (1957)
- Guestphalia Berlin (1964)
- Guestphalia Halle (1890–1920, 1994)
- Guestfalia Greifswald (≈1840–1877), für beide Seiten das älteste Verhältnis.
- Palatia Bonn (1869–1958 durch Austritt aus dem KSCV)
- Rhenania Straßburg (1872–1971 durch Austritt aus dem KSCV)
- Suevia Tübingen (1880–1971 durch Austritt aus dem KSCV)

## Breslauer Preußen
Aufgeführt sind in alphabetischer Reihenfolge nur verstorbene Breslauer Preußen. Abkürzungen siehe unten.

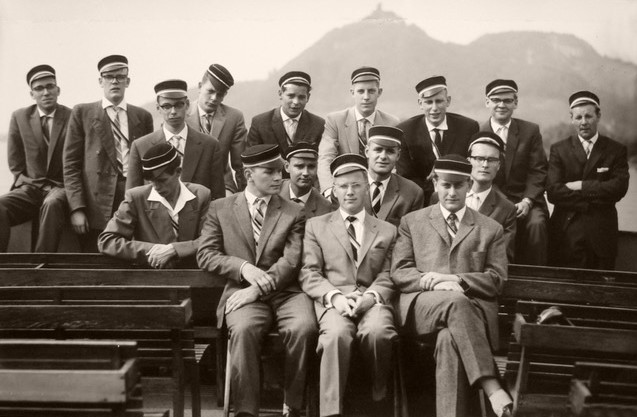
Breslauer Preußen auf dem Rhein (1959)

- Ernst Bail (1871–1951), Ministerialbeamter und Wirtschaftsjurist, MdRR
- Alexander von Ballestrem (1806–1881), Rittergutsbesitzer, Landschaftsdirektor, MdHdA
- Max Bergmann (1844–1914), Landrat im Kreis Darkehmen, MdHdA, MdR
- August von Bönninghausen (1831–1904), Landrat in Coesfeld
- Carl Braband (1870–1914), liberaler Politiker
- Eberhard Buchwald (1886–1975), Theoretischer Physiker, Rektor der TH Danzig
- Carl Caro (1850–1884), Lyriker und Bühnendichter
- Georg von Caro (1849–1913), Großindustrieller
- Hermann von Chappuis (1855–1925), Landrat zum Kreis Schubin und Ministerialbeamter in Preußen
- Robert Dalen (1844–1909), Verwaltungsjurist, Vorsitzender des oKC 1865
- Gustav Dickhuth (1825–1893), Verwaltungsjurist, Bürgermeister und Ehrenbürger von Breslau
- Friedrich Dierig (1845–1931), Fabrikant der Leinenweberei
- Manfred Doehn (1938–2013), Anaesthesist
- Waldemar Dyhrenfurth (1849–1899), Staatsanwalt, Schöpfer des Bonifazius Kiesewetter
- Albrecht Eitner (1903–1944), Rechtsanwalt und Notar, Abwehr-Offizier
- Walter Ernst (1857–1928), Konsistorialpräsident
- Ernst Falkenthal (1858–1911), Kaiserlicher Kommissar in Togo
- Friedrich Fechner (1902–1964), Bundesrichter
- Victor Foitzick (1877–1952), Präsident des Bezirksverwaltungsgerichts im Britischen Sektor Berlins
- Gustav Freytag (1816–1895), liberaler Dramatiker, Romancier und Politiker
- Kurt Fürer (1900–1988), Wirtschaftsjurist
- Robert von der Goltz (1817–1869), MdHdA, Botschafter Preußens
- Julius Günther (1824–1909), MdHdA, MdR
- Hermann Grubert (1807–1874), Mitglied der Frankfurter Nationalversammlung
- Friedrich Wilhelm Hauck (1897–1979), General der Artillerie, Ritterkreuzträger
- Georg Heimann (1864–1926), Bankier
- Georg Heimann-Trosien (1900–1987), Bundesrichter
- Friedrich Wilhelm Hemprich (1796–1825), Naturforscher
- Josef Hentschel von Gilgenheimb (1803–1860), Majoratsherr, MdHH; Stifter des Corps
- Georg von Heydebrand und der Lasa (1853–1901), Regierungspräsident in Osnabrück
- Eduard Himml (1820–1887), Landrat des Kreises Cosel, MdHdA
- Theodor Hoffmann (1837–1894), Sanitätsoffizier, Leibarzt des Tennō
- Walther Jaensch (1889–1950), Konstitutionsforscher und Erbbiologe
- Fritz Ißmer (1885–1930), Landrat des Landkreises Leobschütz
- Hermann Kletke (1813–1886), Lyriker und Publizist, Dichter von Am Weihnachtsbaum die Lichter brennen
- Cäsar Klose (1813–1879), Kreisgerichtsrat, MdHdA
- Hans-Werner Koenig (1908–1988), Bauingenieur, Vorsitzender des Ruhr-Talsperrenvereins, Essen[84]
- Heinrich Kotzolt (1814–1881), Sänger und Chordirigent in Berlin
- Theodor Kremski (1829–1906), Jurist, Priester in Kattowitz
- Georg Künstler (1864–1957), Pfarrer in Ostpreußen
- Carl Küttner (1902–1986), Ingenieur und Unternehmer
- Friedrich von Langermann und Erlencamp (1854–1935), Rittergutsbesitzer, mecklenburgischer Landrat
- Friedrich Lentze (1900–1986), Hygieniker und Mikrobiologe
- Richard Lucke (1858–1928), Landrat in Gostyn
- August Machat (1823–1876), Rittergutsbesitzer, MdHdA
- Carl Meinecke (1873–1949), Industrieller in Breslau und Hannover
- Aurel Meinhold (1829–1873), Pfarrer in Hochkirch
- Willibald Minsberg (1815–1897), Geheimer Justizrat, MdHdA
- Arthur Müller (1828–1873), Theaterdichter und Lyriker
- Lothar Neumann (1891–1963), Postbaurat und Architekt des Postscheckamtes Breslau
- Martin Oldiges (1940–2016), deutscher Verwaltungsjurist, Richter und Hochschullehrer.
- Erich Opitz (Mediziner, 1871) (1871–1926)
- Erich Opitz (Mediziner, 1909) (1909–1953)
- Walter Otto (1878–1941), Historiker
- Rudolf Peiper (1834–1898), Philologe
- Leopold Pelldram (1811–1867), Bischof von Trier
- Ulrich Petersen (1907–1992), Eisenhütteningenieur
- Carl Rudolf Pfahl (1822–1901), Verwaltungsjurist in Preußen
- Emil Philippi (1871–1910), Geologe und Paläontologe
- Friedrich Pietrusky (1893–1971), Gerichtsmediziner, Rektor der Universität Bonn
- Ernst Remak (1849–1911), Neuropathologe
- Walter Römhild (1876–1944), Landrat in Karthaus, Ministerialbeamter
- Karl-Ernst Friedrich Roßberg (1935–2016), Träger des Rheinlandtalers[85]
- Carl Ruprecht, Gutsbesitzer und Landrat in Striegau, MdHdA
- Richard Sadebeck (1839–1905), Lehrer und Botaniker
- Lothar Scheche (1889–1975), Staatssekretär
- Hans-Wolfgang Schimmelpfennig (1889–1966), Wirtschaftsjurist
- Kurt Schmeisser (Verwaltungsjurist) (1889–1958), Landrat in Hirschberg, Regierungsvizepräsident in Lüneburg
- Alexander Schmidt (1827–1899), Landgerichtsdirektor, MdHdA
- Carl Schneeweiß (1808–1887), Jesuitenprior, MdHdA
- Paul Joseph Scholz (1822–1908), Rittergutsbesitzer, MdHdA
- Hans Schröder (1868–1938), Gynäkologe
- Heinrich von Schroeter (1856–1945), Polizeipräsident
- Paul von Schroeter (1858–1907), Fideikommissbesitzer, Landrat des Landkreises Tost-Gleiwitz
- Robert Schwarz (1887–1963), Hochschullehrer für Anorganische Chemie und Elektrochemie, Rektor der RWTH Aachen
- Johann Schweminski (1812–1878), Lehrer in Posen
- Moritz Seidel (1853–1926), Landrat, MdHdA
- Carl Sieber (um 1810–vor 1904), Rittergutsbesitzer, MdHdA
- Paul Steiner (1860–1902), Landrat des Kreises Hoya
- Max Stock (1848–1910), deutscher Reichsgerichtsrat
- Konrad von Studt (1838–1921), Oberpräsident in Westfalen, preußischer Kultusminister, MdHH
- Franz Stuschke (1829–1880), Bürgermeister in Glatz, MdHdA
- Franz Thilo (1884–1941), Landrat in Grottkau
- Ernst von Treskow (1844–1915), Botschafter
- August Tuchen († 1879), Begründer des „Corps Desperatia“ relegierter Studenten auf Rügen, 1834[86]
- Traugott von Unverricht (1803–1873), Rittergutsbesitzer, Mitglied der Ersten Kammer des Preußischen Landtags, MdHdA
- Ernst Wahner (1821–1908), Philologe
- Heinrich Werner (1831–1912), Landgerichtspräsident in Lissa, MdHdA, MdR
- Friedrich Wodiczka, Kreisgerichtsrat, Mitglied des Provinziallandtags von Schlesien, des Vereinigten Landtags, des Erfurter Unionsparlaments und MdHdA
- Leonhard Zander (1833–1890), Reformer des KSCV

Abkürzungen
MdHdA = Mitglied des Hauses der Abgeordneten = Mitglied des Preußischen Abgeordnetenhauses

MdHH = Mitglied des Herrenhauses = Mitglied des Preußischen Herrenhauses

MdR = Mitglied des Reichstages (Deutsches Kaiserreich) oder des Reichstages (Weimarer Republik)

MdRR = Mitglied des Reichsrats (Weimarer Republik)